# Crown Holdings
Crown Holdings Inc anciennement Crown Cork & Seal Company est une entreprise américaine de fabrication de canette, de boite de conserve, d'emballage d'aérosol, couvercles métalliques et de divers emballages métalliques spéciaux. Crown est basée à Philadelphie en Pennsylvanie, où elle a été créée en 1892.
En janvier 2015, Crown emploie 23 000 personnes dans 149 usines implantées dans 40 pays. La société est classée n° 296 dans la liste "Fortune 500" en 2012 et numéro 1 dans le secteur de l'emballage conserve.

## Histoire
En 1996, Crown Cork rachète l'entreprise Carnaud Metalbox,,.
En octobre 2013, Crown annonce le rachat d'entreprise d'emballage espagnole Mivisa Envases pour 1,2 milliard d'euros. Mivisa Envases était possédée depuis 2011 par des fonds d'investissements comme Blackstone.
En septembre 2014, Heineken vend sa filiale d'embouteillage mexicaine Empaque à Crown pour 1,23 milliard de dollars.
En décembre 2017, Crown Holdings annonce l'acquisition de Signode, entreprise américaine spécialisée dans l'emballage de protection pour colis, pour 3,91 milliards de dollars.
En avril 2021, KPS Capital Partners annonce l'acquisition d'une participation de 80 % dans la division dédiée à l'Europe, le Moyen-Orient et l'Afrique de Crown Holdings pour 2,7 milliards de dollars.

## Régions desservies
- Division Amérique: Basée à Philadelphie, Pennsylvanie. Cette division dessert l'Amérique du Nord, Centrale et Latine avec 45 usines et 5 600 employés qui produisent des emballages de type aérosols, boissons, alimentaire, spéciaux ainsi que des capsules[8].
- Division Européenne : Basée à Zug, Suisse. Cette division dessert l'Europe, l'Afrique et le Moyen Orient avec 74 usines et 12 400 employés qui produisent des emballages de type aérosols, boissons, alimentaire, spéciaux ainsi que des capsules[9].
- Division Asie Pacifique: Basée à Singapour. Cette division dessert l'Asie et le Pacifique avec 30 usines et 4 400 employés qui produisent des emballages de type aérosols, boissons, alimentaire ainsi que des capsules[10].